# Badefols-d'Ans
Badefols-d'Ans [badfɔl dɑ̃s] est une commune française située dans le département de la Dordogne, en région Nouvelle-Aquitaine.

## Géographie

### Généralités
À l'extrémité est du département de la Dordogne, la commune de Badefols-d'Ans est limitrophe du département de la Corrèze (commune de Louignac) et bordée au nord par la Lourde.
Le bourg de Badefols-d'Ans, traversé par la route départementale (RD) 71, se situe en distances orthodromiques, cinq kilomètres au sud-est d'Hautefort et quatorze kilomètres au nord-ouest de Terrasson-Lavilledieu.
Les RD 62 et 64E1 desservent également la commune.

### Communes limitrophes
Badefols-d'Ans est limitrophe de huit autres communes, dont une en Corrèze. Au nord, le territoire n'est limitrophe de celui de Boisseuilh que sur 160 mètres.
| Hautefort | Boisseuilh     | Teillots, Coubjours |
| Nailhac   | Badefols-d'Ans | Louignac (Corrèze)  |
|           | Châtres        | Villac              |

### Géologie et relief

#### Géologie
Situé sur la plaque nord du Bassin aquitain et bordé à son extrémité nord-est par une frange du Massif central, le département de la Dordogne présente une grande diversité géologique. Les terrains sont disposés en profondeur en strates régulières, témoins d'une sédimentation sur cette ancienne plate-forme marine. Le département peut ainsi être découpé sur le plan géologique en quatre gradins différenciés selon leur âge géologique. Badefols-d'Ans est située dans le deuxième gradin à partir du nord-est, un plateau formé de roches calcaires très dures du Jurassique que la mer a déposées par sédimentation chimique carbonatée, en bancs épais et massifs.
Les couches affleurantes sur le territoire communal sont constituées de formations superficielles du Quaternaire datant du Cénozoïque et de roches sédimentaires du Mésozoïque et du Paléozoïque. La formation la plus ancienne, notée r1c, se compose de grès de Villac et grès de Brive, des grès rouges alternant de manière irrégulière avec des niveaux argileux rouges et micacés avec des lentilles conglomératiques (Autunien). La formation la plus récente, notée Fy3-z, fait partie des formations superficielles de type alluvions subactuelles à actuelles. Le descriptif de ces couches est détaillé dans  la feuille « no 760 - Juillac » de la carte géologique au 1/50 000, et sa notice associée.

Carte géologique de Badefols-d'Ans.

#### Relief et paysages

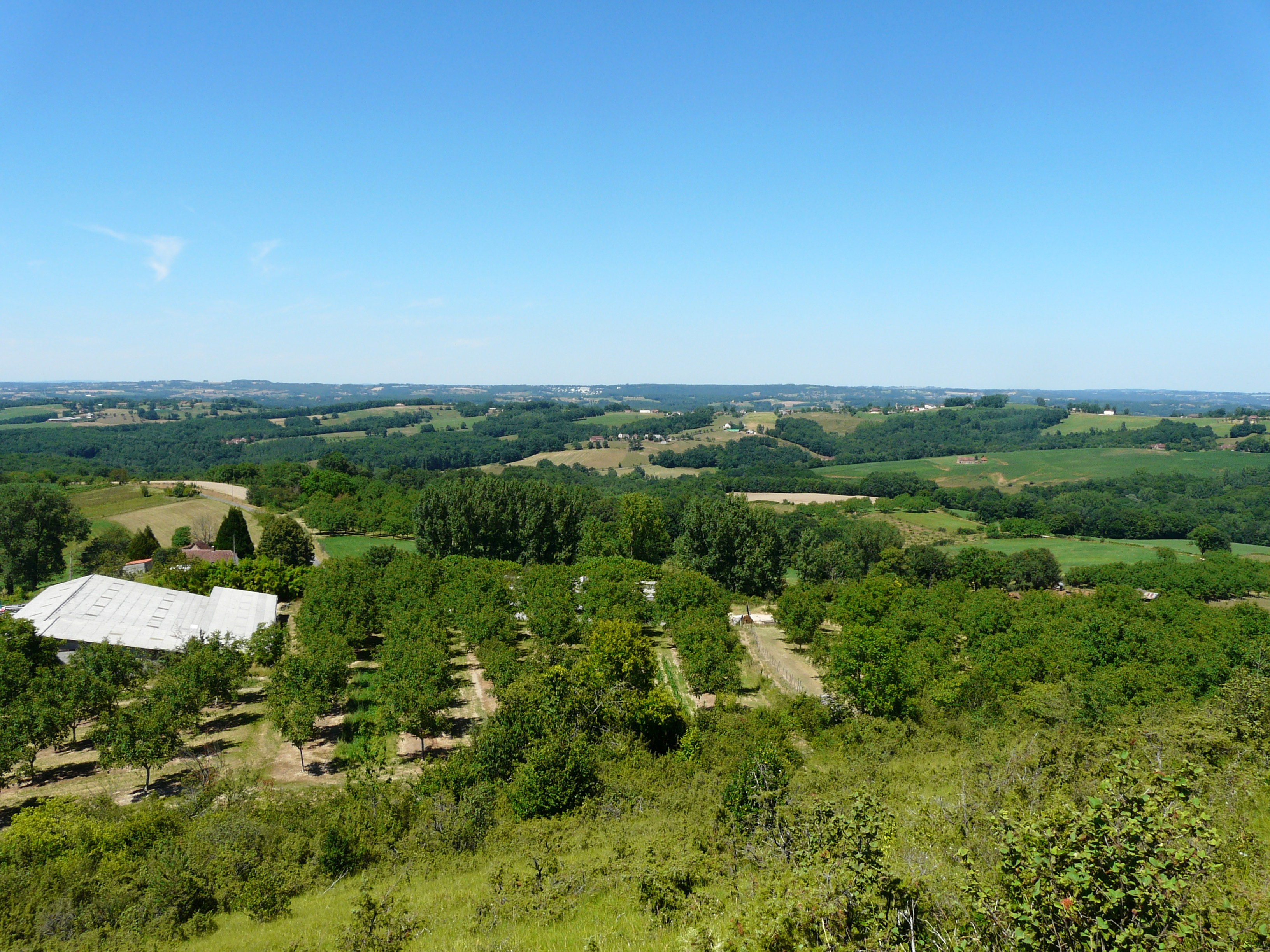
Le nord de la commune vu depuis le puy de Rafaillac.

Le département de la Dordogne se présente comme un vaste plateau incliné du nord-est (491 m, à la forêt de Vieillecour dans le Nontronnais, à Saint-Pierre-de-Frugie) au sud-ouest (2 m à Lamothe-Montravel). L'altitude du territoire communal varie quant à elle entre 165 m au nord, près du lieu-dit les Ménichoux, là où la Lourde quitte la commune pour servir de limite entre celles de Boisseuilh et Hautefort, et 348 m au sud-est du bourg.
Dans le cadre de la Convention européenne du paysage entrée en vigueur en France le 1er juillet 2006, renforcée par la loi du 8 août 2016 pour la reconquête de la biodiversité, de la nature et des paysages, un atlas des paysages de la Dordogne a été élaboré sous maîtrise d’ouvrage de l’État et publié en octobre 2020. Les paysages du département s'organisent en huit unités paysagères et 14 sous-unités. La commune est dans l'unité paysagère des « Marges du bassin de Brive », qui correspond à la marge occidentale du bassin de Brive. Elle se caractérise par une succession d’amples vallées, déblayées dans les grès roses et les argiles rouges. Les altitudes s’échelonnent entre 350 et 150 m,.
La superficie cadastrale de la commune publiée par l'Insee, qui sert de référence dans toutes les statistiques, est de 18,34 km2,,. La superficie géographique, issue de la BD Topo, composante du Référentiel à grande échelle produit par l'IGN, est quant à elle de 18,75 km2.

### Hydrographie

#### Réseau hydrographique
La commune est située dans le bassin de la Dordogne au sein du Bassin Adour-Garonne. Elle est drainée par la Lourde, le Taravellou, le ruisseau des Lions et par divers petits cours d'eau, qui constituent un réseau hydrographique d'environ 20 km de longueur totale,.
La Lourde, d'une longueur totale de 12,82 km, prend sa source dans le nord-est de la commune et se jette dans l'Auvézère en rive gauche à Cherveix-Cubas,. Elle sert de limite territoriale au nord, séparant sur cinq kilomètres Badefols-d'Ans de Teillots.
Le Taravellou, d'une longueur totale de 10,51 km, prend sa source dans le sud-ouest de la commune et se jette dans le Cern — dont il est le principal affluent — en rive gauche, à La Bachellerie,. Il arrose le sud-ouest de la commune sur deux kilomètres dont 1,2 kilomètre en limite de Châtres.
Le ruisseau des Lions, affluent de rive droite de l'Elle, prend sa source sur la commune dont il arrose le sud-est sur plus de deux kilomètres et demi, dont 1,2 kilomètre sert de limite naturelle avec Villac.

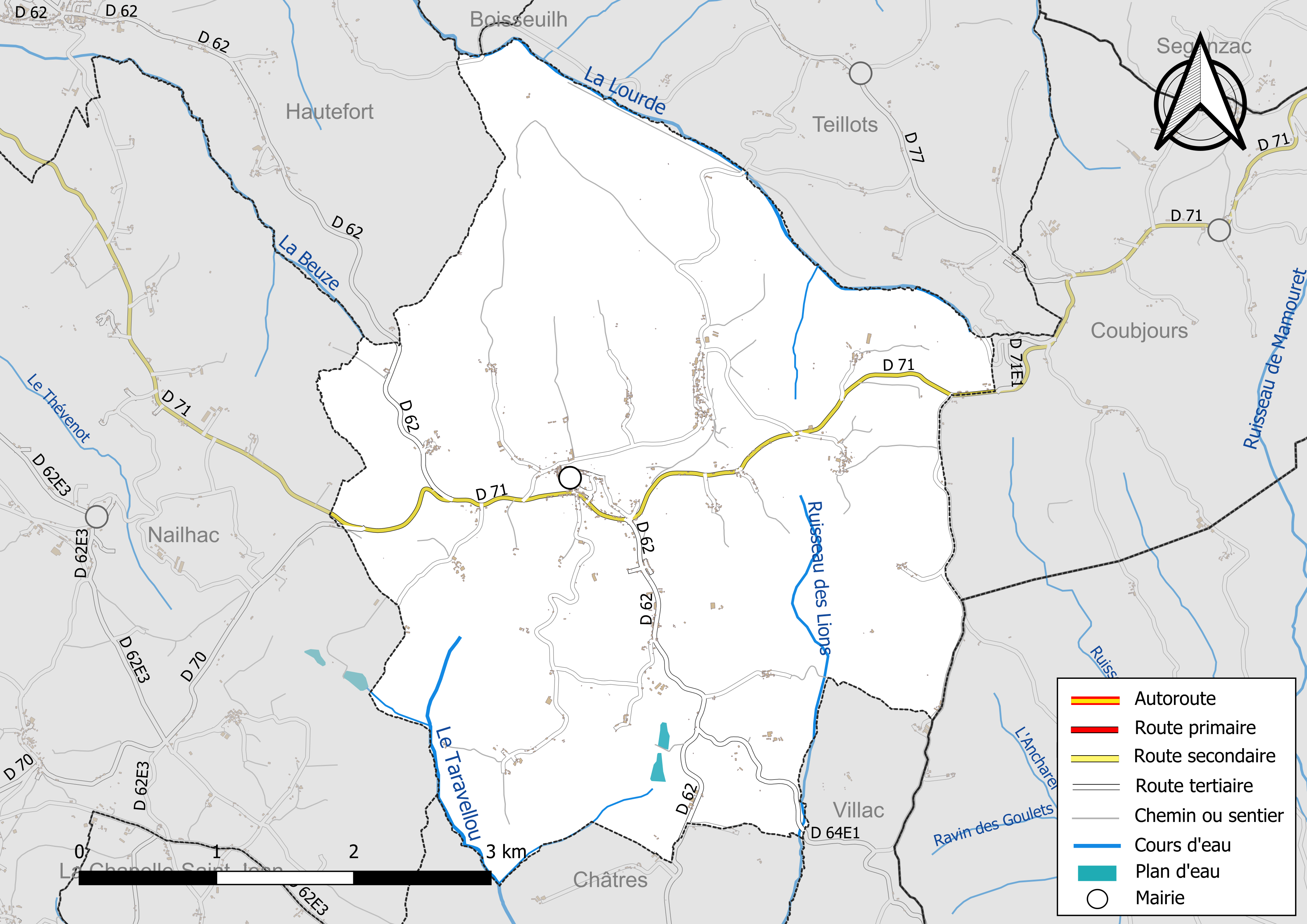
Réseaux hydrographique et routier de Badefols-d'Ans.
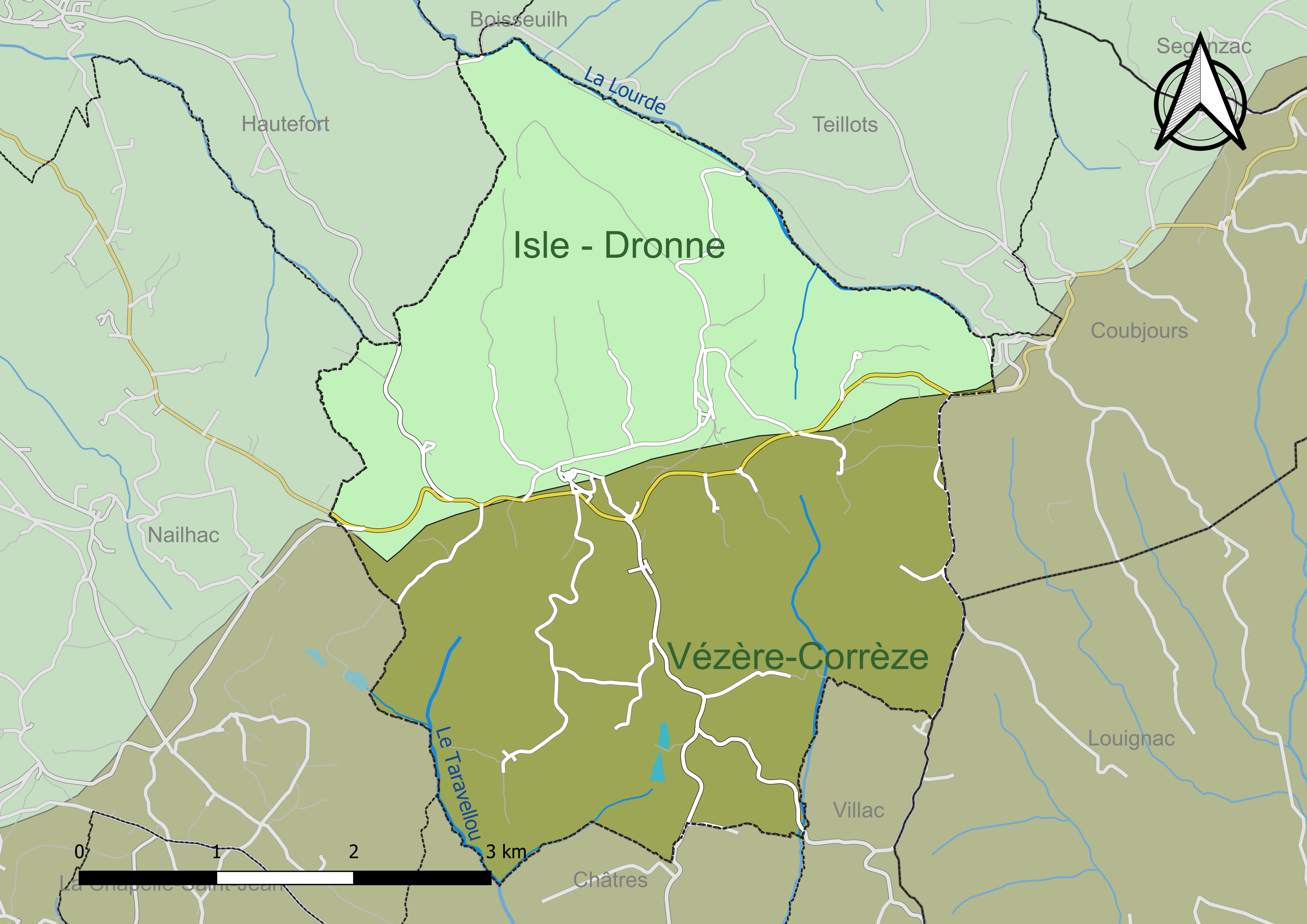
Carte des schémas d'aménagement et de gestion des eaux (SAGE) couvrant le territoire communal de Badefols-d'Ans.

#### Gestion et qualité des eaux
Le territoire communal est couvert par les schémas d'aménagement et de gestion des eaux (SAGE) « Isle - Dronne » et « Vézère-Corrèze ». Le SAGE « Isle - Dronne », dont le territoire regroupe les bassins versants de l'Isle et de la Dronne, d'une superficie de 7 500 km2, a été approuvé le 2 août 2021. La structure porteuse de l'élaboration et de la mise en œuvre est l'établissement public territorial de bassin de la Dordogne (EPIDOR). Le SAGE « Vézère-Corrèze », dont le territoire regroupe les bassins versants de la Vézère et de la Corrèze, d'une superficie de 3 730 km2 est en cours d'élaboration. La structure porteuse de l'élaboration et de la mise en œuvre est le conseil départemental de la Corrèze. Ils définissent chacun sur leur territoire les objectifs généraux d’utilisation, de mise en valeur et de protection quantitative et qualitative des ressources en eau superficielle et souterraine, en respect des objectifs de qualité définis dans le troisième SDAGE  du Bassin Adour-Garonne qui couvre la période 2022-2027, approuvé le 10 mars 2022.
Le territoire est partagé en deux par la ligne de crête que suit approximativement la RD 71 avec au nord le SAGE Isle - Dronne et au sud le SAGE Vézère-Corrèze.
La qualité des eaux de baignade et des cours d’eau peut être consultée sur un site dédié géré par les agences de l’eau et l’Agence française pour la biodiversité.

### Climat
Pour des articles plus généraux, voir Climat de la Nouvelle-Aquitaine et Climat de la Dordogne.
Historiquement, la commune est exposée à un climat océanique aquitain.  
En 2020, Météo-France publie une typologie des climats de la France métropolitaine dans laquelle la commune est exposée à un climat océanique altéré et est dans la région climatique  Ouest et nord-ouest du Massif Central, caractérisée par une pluviométrie annuelle de 900 à 1 500 mm, maximale en automne et en hiver.
Pour la période 1971-2000, la température annuelle moyenne est de 12,2 °C, avec  une amplitude thermique annuelle de 14,4 °C. Le cumul annuel moyen de précipitations est de 1 014 mm, avec 13,2 jours de précipitations en janvier et 7,4 jours en juillet. Pour la période 1991-2020, la température moyenne annuelle observée sur la station météorologique la plus proche, située sur la commune de Thenon à 14 km à vol d'oiseau, est de 12,9 °C et le cumul annuel moyen de précipitations est de 907,1 mm,. Pour l'avenir, les paramètres climatiques de la commune estimés pour 2050 selon différents scénarios d’émission de gaz à effet de serre sont consultables sur un site dédié publié par Météo-France en novembre 2022.

## Urbanisme

### Typologie
Au 1er janvier 2024, Badefols-d'Ans est catégorisée commune rurale à habitat dispersé, selon la nouvelle grille communale de densité à 7 niveaux définie par l'Insee en 2022.
Elle est située hors unité urbaine et hors attraction des villes,.

### Occupation des sols
L'occupation des sols de la commune, telle qu'elle ressort de la base de données européenne d’occupation biophysique des sols Corine Land Cover (CLC), est marquée par l'importance des territoires agricoles (67 % en 2018), une proportion sensiblement équivalente à celle de 1990 (67,1 %). La répartition détaillée en 2018 est la suivante : 
zones agricoles hétérogènes (42,4 %), forêts (31,7 %), prairies (20,5 %), cultures permanentes (4,1 %), zones urbanisées (1,3 %). L'évolution de l’occupation des sols de la commune et de ses infrastructures peut être observée sur les différentes représentations cartographiques du territoire : la carte de Cassini (XVIIIe siècle), la carte d'état-major (1820-1866) et les cartes ou photos aériennes de l'IGN pour la période actuelle (1950 à aujourd'hui).

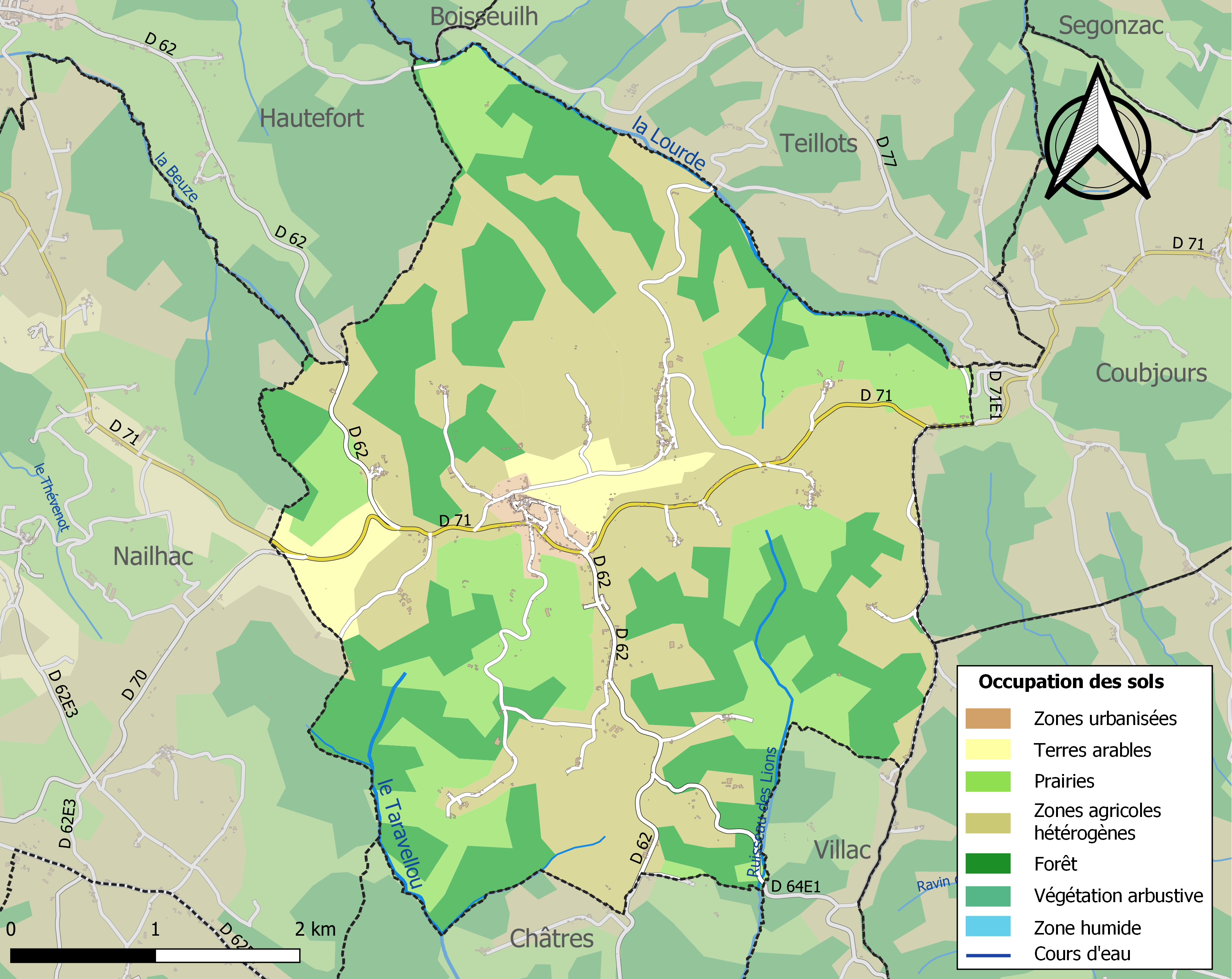
Carte des infrastructures et de l'occupation des sols de la commune en 2018 (CLC).

### Villages, hameaux et lieux-dits
Outre le bourg de Badefols-d'Ans proprement dit, le territoire se compose d'autres villages ou hameaux, ainsi que de lieux-dits :
- les Barys
- les Bernissoux
- Boslavie
- les Bouyges
- Chabanas
- Champagnac
- Chantecoucou
- Chapeau
- la Chateignolée
- Chazelat
- la Cipière
- Couty
- la Croix de l'Orme
- Cussac
- Faulive
- les Faures
- la Faurie
- Feyte
- la Gare
- Genièvre
- la Goirandie
- Grammont
- Lamarseille
- la Longe
- Martignac
- les Meynichoux
- le Monteil
- Monteymard
- Chez Nadaux
- Paulin
- le Paysse
- Plagne
- les Puys
- Raffaillac
- Raffard
- le Ramail
- les Rebières
- la Roche
- Chez le Roi
- la Séchère
- Chez Triche
- la Tuilerie
- Vialard.

### Prévention des risques
Le territoire de la commune de Badefols-d'Ans est vulnérable à différents aléas naturels : météorologiques (tempête, orage, neige, grand froid, canicule ou sécheresse), feux de forêts, mouvements de terrains et séisme (sismicité très faible). Il est également exposé à un risque particulier : le risque de radon. Un site publié par le BRGM permet d'évaluer simplement et rapidement les risques d'un bien localisé soit par son adresse soit par le numéro de sa parcelle.

#### Risques naturels
Badefols-d'Ans est exposée au risque de feu de forêt. L’arrêté préfectoral du 14 mars 2013 fixe les conditions de pratique des incinérations et de brûlage dans un objectif de réduire le risque de départs d’incendie. À ce titre, des périodes sont déterminées : interdiction totale du 15 février au 15 mai et du 15 juin au 15 octobre, utilisation réglementée du 16 mai au 14 juin et du 16 octobre au 14 février. En septembre 2020, un plan inter-départemental de protection des forêts contre les incendies (PidPFCI) a été adopté pour la période 2019-2029,.

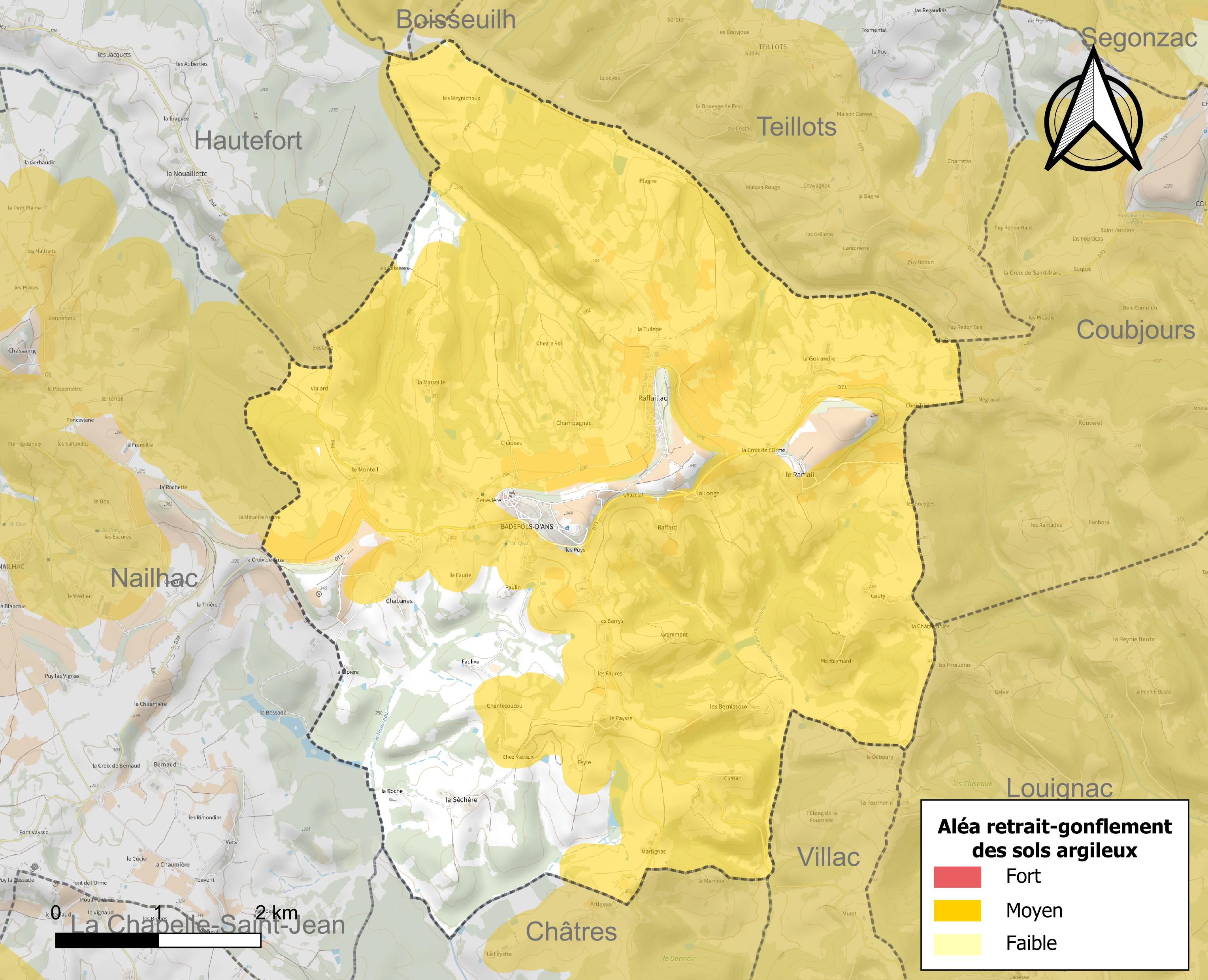
Carte des zones d'aléa retrait-gonflement des sols argileux de Badefols-d'Ans.

Les mouvements de terrains susceptibles de se produire sur la commune sont des tassements différentiels. Le retrait-gonflement des sols argileux est susceptible d'engendrer des dommages importants aux bâtiments en cas d’alternance de périodes de sécheresse et de pluie. 79,7 % de la superficie communale est en aléa moyen ou fort (58,6 % au niveau départemental et 48,5 % au niveau national métropolitain). Depuis le 1er octobre 2020, en application de la loi ÉLAN, différentes contraintes s'imposent aux vendeurs, maîtres d'ouvrages ou constructeurs de biens situés dans une zone classée en aléa moyen ou fort,.
La commune a été reconnue en état de catastrophe naturelle au titre des dommages causés par les inondations et coulées de boue survenues en 1982 et 1999, par la sécheresse en 1989, 1992, 1997, 2011, 2018 et 2019 et par des mouvements de terrain en 1999.

#### Risque particulier
Dans plusieurs parties du territoire national, le radon, accumulé dans certains logements ou autres locaux, peut constituer une source significative d’exposition de la population aux rayonnements ionisants. Selon la classification de 2018, la commune de Badefols-d'Ans est classée en zone 3, à savoir zone à potentiel radon significatif.

## Toponymie
Le nom de la localité est attesté sous les formes Badefoll au XIIIe siècle, Badafou en 1292.
Le nom de la commune est d'origine occitane mais son explication est incertaine. Il pourrait provenir de badar (rester bouche bée) et de fol (fou), ou encore de bada fol (badaud), sobriquets dont auraient été affublés les villageois,. La seconde partie du nom se réfère à la châtellenie d'Ans qui regroupait dix-huit paroisses, dont Badefols, au Moyen Âge.
En occitan, la commune porte le nom de Badafòu d'Ans.

## Histoire
L'église romane du lieu est bâtie au XIIe siècle.
La première mention écrite connue du lieu remonte à la fin du XIIIe siècle sous la forme Badafou, qu'on retrouve un siècle plus tard en Badafol. Le château est connu dès cette époque.
Badefols fut érigé en marquisat au XVIIIe siècle, en faveur de la famille de Bonneguise.
Le village est successivement identifié sous le nom de Badefol sur la carte de Cassini, représentant la France entre 1756 et 1789, Badefol Dans en 1793 et Badesols en 1801.

## Politique et administration

### Rattachements administratifs et électoraux
La commune de Badefols-d'Ans a, dès 1790, été rattachée au canton de Hautefort qui dépendait du district d'Excideuil, jusqu'en 1795, date de suppression des districts. En 1801, le canton de Hautefort est rattaché à l'arrondissement de Périgueux.
Dans le cadre de la réforme de 2014 définie par le décret du 21 février 2014, ce canton disparaît aux élections départementales de mars 2015. La commune est alors rattachée électoralement au canton du Haut-Périgord Noir.
En 2017, Badefols-d'Ans est rattachée à l'arrondissement de Sarlat-la-Canéda,.

### Intercommunalité
Au 1er janvier 1995, Badefols-d'Ans intègre dès sa création la communauté de communes du Pays de Hautefort. Celle-ci disparaît le 31 décembre 2013, remplacée au 1er janvier 2014 par une nouvelle intercommunalité élargie, la communauté de communes du Terrassonnais en Périgord noir Thenon Hautefort, renommée communauté de communes Terrassonnais Haut Périgord Noir en octobre 2021.

### Administration municipale
La population de la commune étant comprise entre 100 et 499 habitants au recensement de 2017, onze conseillers municipaux ont été élus en 2020,.

### Liste des maires
| Période                                  | Période       | Identité            | Étiquette    | Qualité                                             |
| ---------------------------------------- | ------------- | ------------------- | ------------ | --------------------------------------------------- |
| Les données manquantes sont à compléter. |               |                     |              |                                                     |
|                                          |               |                     |              |                                                     |
|                                          | mars 1959     | Victor Chevalier    |              |                                                     |
| mars 1959                                | décembre 1981 | Jean Duclos         |              | Secrétaire administratif de préfecture Syndicaliste |
| février 1982                             | mars 1989     | René Géraud         |              |                                                     |
| mars 1989                                | mars 2001     | Gérard Debet        |              |                                                     |
| mars 2001                                | mars 2008     | Robert Séguy        |              | Retraité commercial                                 |
| mars 2008                                | octobre 2018  | Gérard Debet,       | DVD puis UMP | Retraité agricole                                   |
| novembre 2018 (réélue en mai 2020)       | En cours      | Sylviane Grandchamp |              |                                                     |

### Jumelages
- Ans (Belgique) depuis 1999

## Équipements et services publics

### Enseignement
Début 2025, Badefols-d'Ans est organisée en regroupement pédagogique intercommunal (RPI) avec onze autres communes au niveau des classes de primaire.
- Cherveix-Cubas accueille les enfants en cours moyen 2e année.
- Hautefort dispose de quatre autres classes, depuis l'école maternelle jusqu'au cours moyen 1re année.

### Justice
Dans le domaine judiciaire, Badefols-d'Ans relève : 
- du tribunal judiciaire, du tribunal pour enfants, du conseil de prud'hommes et du tribunal de commerce de Périgueux ;
- du pôle Nationalité du tribunal judiciaire de Périgueux (compétent uniquement dans le domaine de la nationalité) ;
- de la cour d'appel, du tribunal administratif et de la  cour administrative d'appel de Bordeaux.

## Population et société

### Démographie
Les habitants de Badefols-d'Ans se nomment les Badefolais.
L'évolution du nombre d'habitants est connue à travers les recensements de la population effectués dans la commune depuis 1793. Pour les communes de moins de 10 000 habitants, une enquête de recensement portant sur toute la population est réalisée tous les cinq ans, les populations de référence des années intermédiaires étant quant à elles estimées par interpolation ou extrapolation. Pour la commune, le premier recensement exhaustif entrant dans le cadre du nouveau dispositif a été réalisé en 2007.

En 2022, la commune comptait 410 habitants, en évolution de −1,2 % par rapport à 2016 (Dordogne : +0,37 %, France hors Mayotte : +2,11 %).
| 1793  | 1800  | 1806  | 1821  | 1831  | 1836  | 1841  | 1846  | 1851  |
| ----- | ----- | ----- | ----- | ----- | ----- | ----- | ----- | ----- |
| 1 060 | 1 073 | 1 026 | 1 112 | 1 157 | 1 196 | 1 246 | 1 171 | 1 255 |

| 1856  | 1861  | 1866  | 1872  | 1876  | 1881  | 1886  | 1891  | 1896  |
| ----- | ----- | ----- | ----- | ----- | ----- | ----- | ----- | ----- |
| 1 265 | 1 248 | 1 307 | 1 193 | 1 209 | 1 201 | 1 261 | 1 195 | 1 312 |

| 1901  | 1906  | 1911  | 1921 | 1926 | 1931 | 1936 | 1946 | 1954 |
| ----- | ----- | ----- | ---- | ---- | ---- | ---- | ---- | ---- |
| 1 218 | 1 172 | 1 165 | 913  | 863  | 766  | 750  | 719  | 685  |

| 1962 | 1968 | 1975 | 1982 | 1990 | 1999 | 2006 | 2007 | 2012 |
| ---- | ---- | ---- | ---- | ---- | ---- | ---- | ---- | ---- |
| 567  | 545  | 518  | 511  | 451  | 457  | 463  | 464  | 453  |

| 2017 | 2022 | - | - | - | - | - | - | - |
| ---- | ---- | - | - | - | - | - | - | - |
| 404  | 410  | - | - | - | - | - | - | - |

### Sports
Autocross  sur un week-end en juillet.

### Manifestations culturelles et festivités
En septembre, sur trois jours, fête patronale de la Saint-Cloud.

## Économie

### Emploi
En 2015, parmi la population communale comprise entre 15 et 64 ans, les actifs représentent 181 personnes, soit 42,6 % de la population municipale. Le nombre de chômeurs (trente-huit) a baissé par rapport à 2010 (quarante-trois) et le taux de chômage de cette population active s'établit à 20,9 %.

### Établissements
Au 31 décembre 2015, la commune compte quarante-neuf établissements, dont dix-huit au niveau des commerces, transports ou services, treize dans l'agriculture, la sylviculture ou la pêche, huit dans la construction, cinq dans l'industrie, et cinq relatifs au secteur administratif, à l'enseignement, à la santé ou à l'action sociale.

## Culture locale et patrimoine

### Lieux et monuments
- Château de Badefols-d'Ans, XIVe, XVe et XVIIe siècles, inscrit aux monuments historiques une première fois en 1947, puis en 2007[49]. Il a été incendié le 1er avril 1944 par la Division Brehmer[73].
- Église Saint-Martin-et-Saint-Cloud, XIIe et XVIe siècles, inscrite depuis 1948[48].
- Lavoir dans le bourg
- Table d'orientation et panorama du puy de Raffaillac

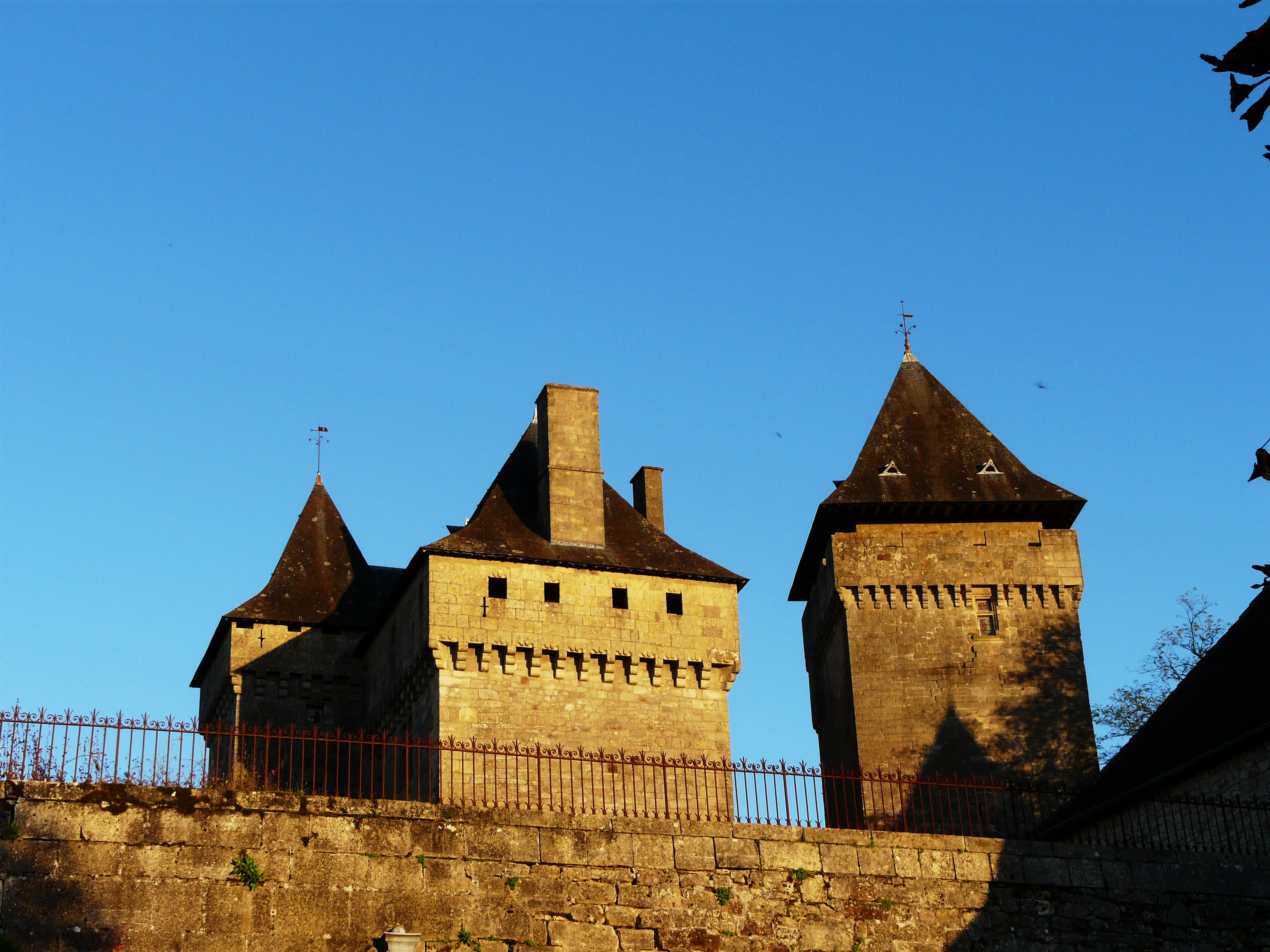
Le château.
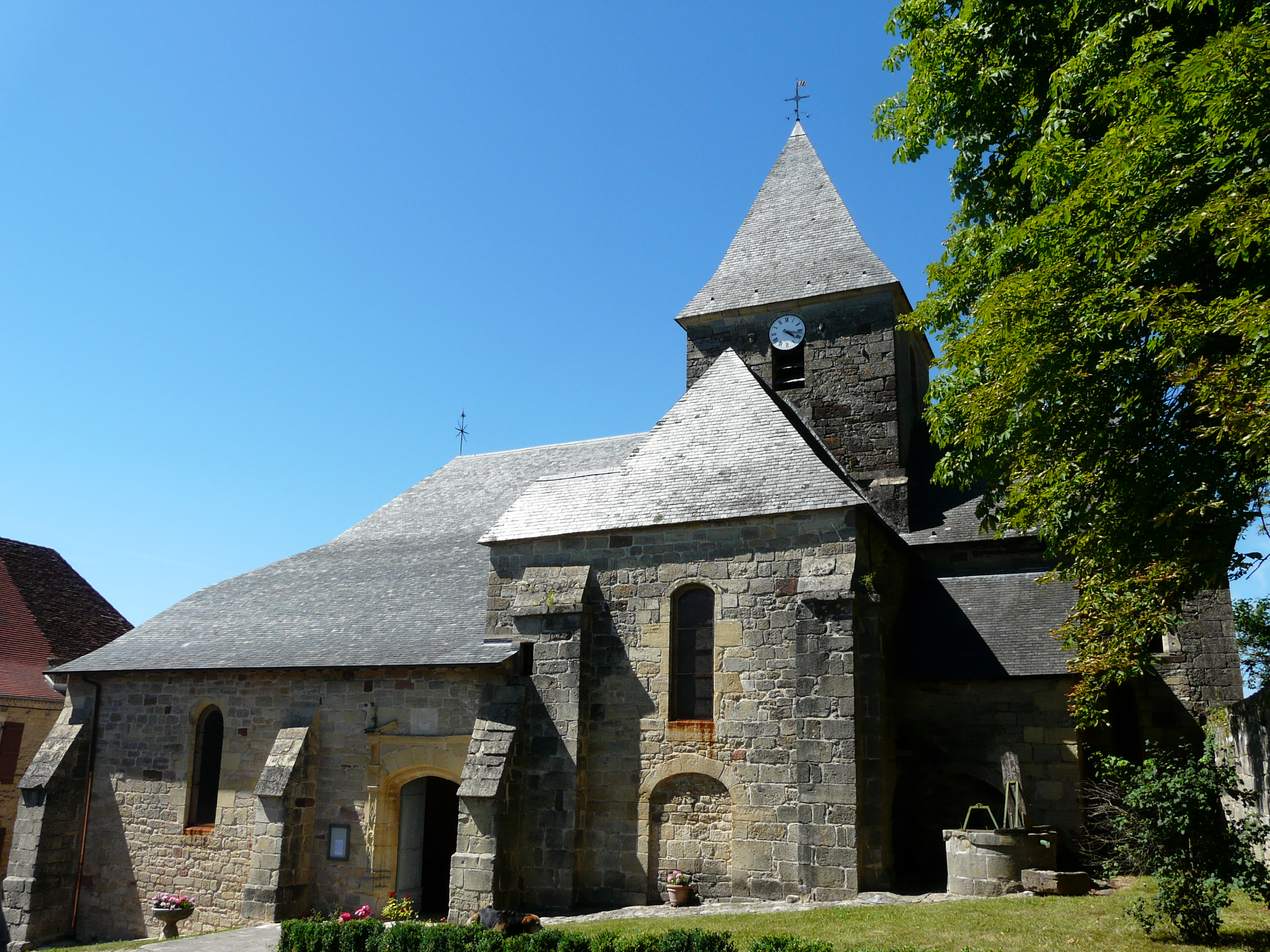
L'église Saint-Martin-et-Saint-Cloud.
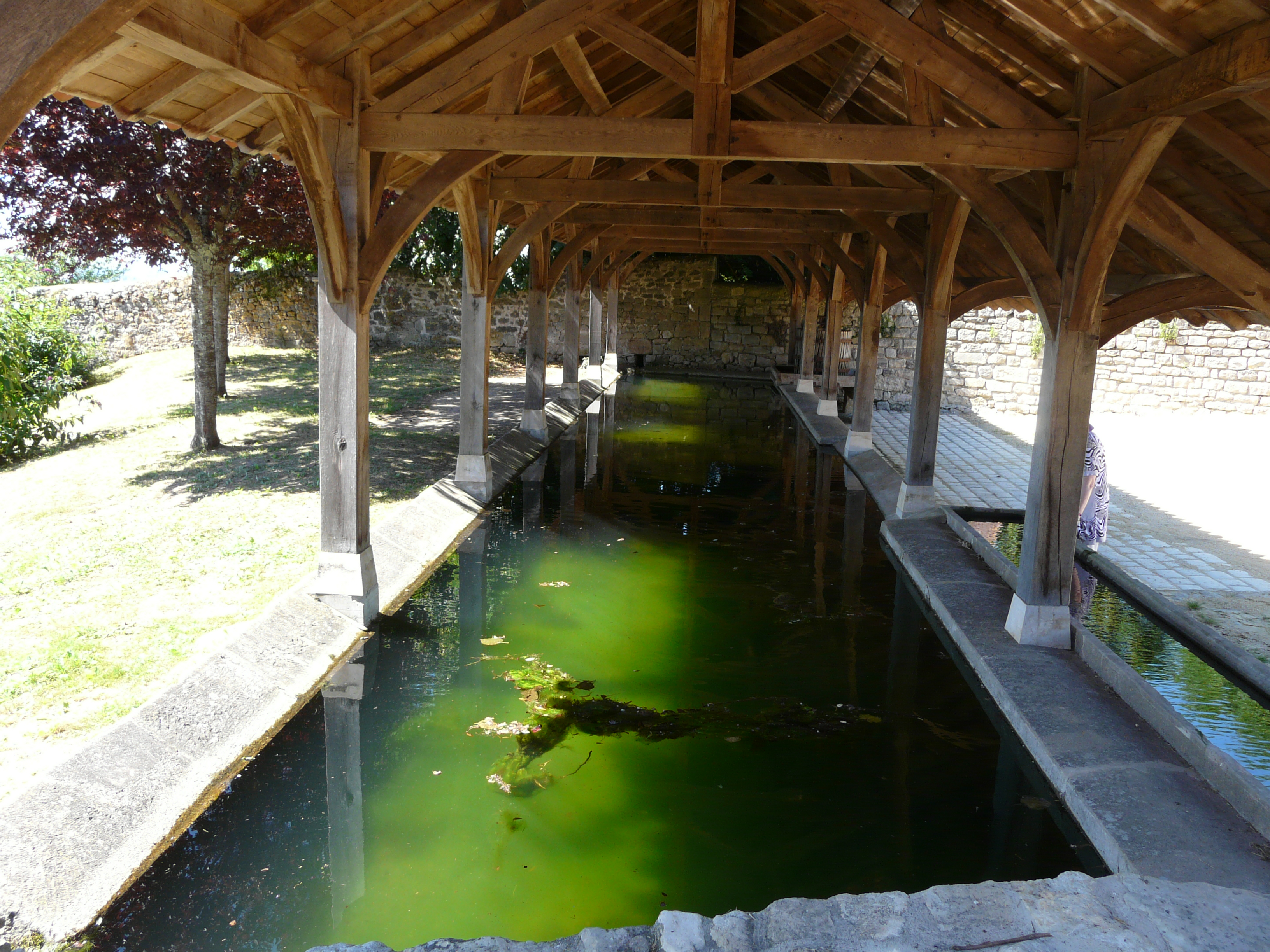
Le lavoir du bourg.
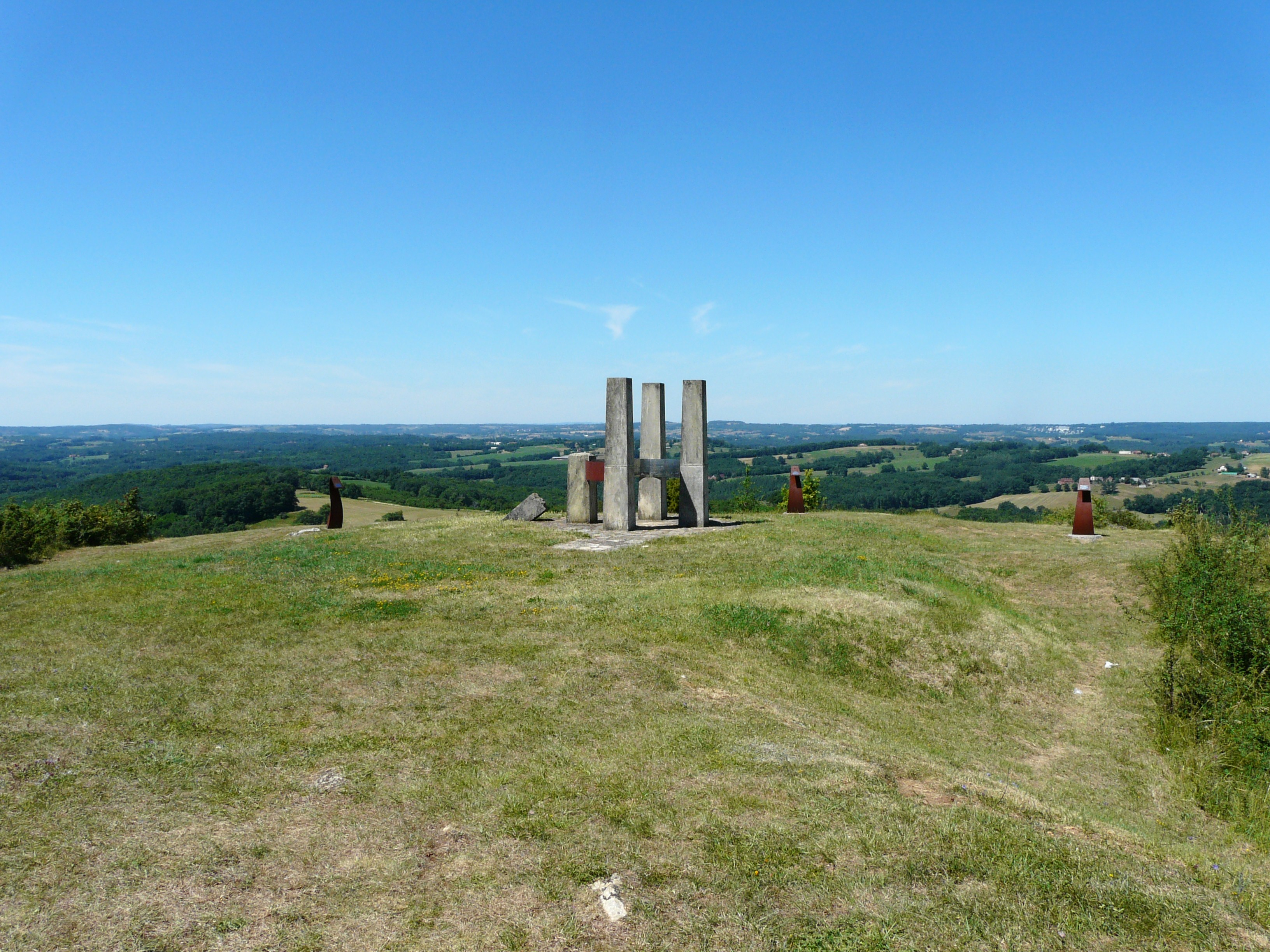
La table d'orientation du puy de Raffaillac.

### Personnalités liées à la commune
Jean-Marc de Royère (1727-1802), évêque de Tréguier puis de Castres, député aux États généraux, est né au château de Badefols-d'Ans.

### Héraldique
| Blason de Badefols-d'Ans | Blason  | D'azur à la croix alésée d'or, cantonnée aux premier et quatrième d'un besant et aux deuxième et troisième d'une billette couchée, le tout d'argent. |
| Blason de Badefols-d'Ans | Détails | Le statut officiel du blason reste à déterminer. |

## Pour approfondir